# Solanum tenuiflagellatum
Solanum tenuiflagellatum là loài thực vật có hoa trong họ Cà. Loài này được Bitter ex S. Knapp miêu tả khoa học đầu tiên năm 1986.